# فینال لیگ قهرمانان اقیانوسیه ۲۰۱۳
فینال لیگ قهرمانان اقیانوسیه ۲۰۱۳ بین دو تیم نیوزیلندی ویتاکر یونایتد و اوکلند سیتی در ورزشگاه مونت اسمارت در اوکلند، نیوزیلند در ۱۹ مه ۲۰۱۳ برگزار شد. برنده حق نمایندگی اواف‌سی در جام باشگاه‌های جهان ۲۰۱۳ را به دست آورد.
اوکلند سیتی در فینال ۲–۱ پیروز شد تا سومین قهرمانی متوالی و پنجمین قهرمانی خود در لیگ قهرمانان را ثبت کند.

## پیش زمینه
این اولین فینال باشگاهی اقیانوسیه است که در آن دو تیم از یک کشور حضور دارند. اوکلند سیتی یا ویتاکر یونایتد در هفت فینال قبلی مسابقات حضور داشته‌اند. اوکلند سیتی دو بار مدافع عنوان قهرمانی بود و در چهار فینال قبلی بازی کرده و در همه آنها (۲۰۰۶، ۲۰۰۹، ۲۰۱۱ و ۲۰۱۲) پیروز شده است، در حالی که ویتاکر یونایتد در سه فینال قبلی بازی کرده است که دو فینال (۲۰۰۷ و ۲۰۰۸) را برده است و یک فینال (۲۰۱۰) را باخته است.

## مسابقه
| ویتاکر یونایتد | ۱–۲    | اوکلند سیتی                |
| -------------- | ------ | -------------------------- |
| کومبس ۳۹'      | Report | دیکینسون ۱۶' · فنریدیس ۱۹' |

| ویتاکر یونایتد | اوکلند سیتی |